# Tullio Pericoli

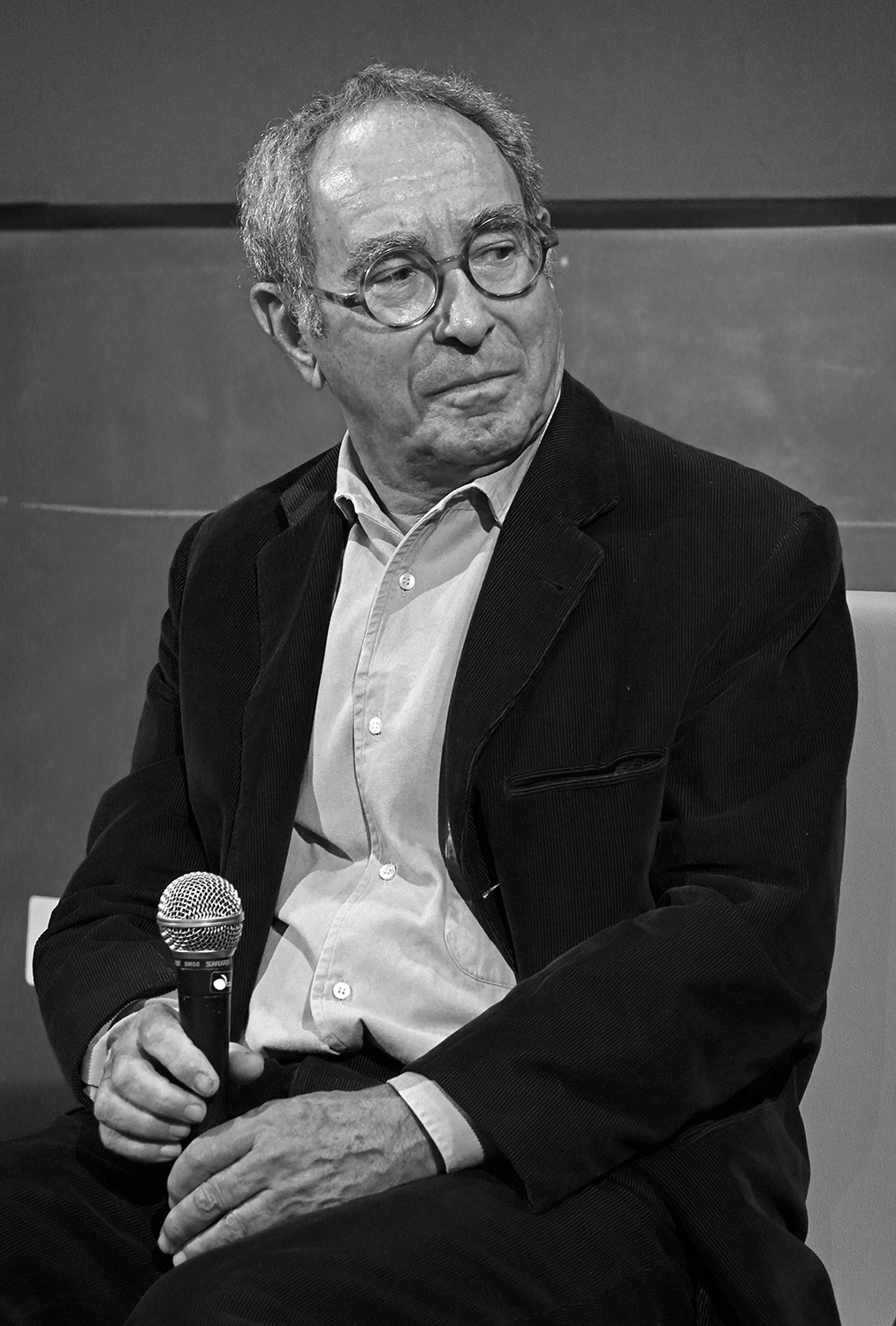
Tullio Pericoli

Tullio Pericoli (* 2. Oktober 1936 in Colli del Tronto) ist ein Italienischer Zeichner, Maler, Illustrator und Karikaturist.

## Leben
Tullio Pericoli studierte Jura in Rom und Urbino, wechselte dann mit politischen Karikaturen zur Presse und arbeitete für Werbeagenturen und für das Fernsehen.
Berühmt wurde er durch seine karikaturistischen Porträts bekannter Personen. Dabei stellt er die Personen in Verbindung mit typischen Objekten aus ihrem Werk dar. Auch seine Landschaftsbilder als Zeichnungen und Gemälde hatten Erfolg in Ausstellungen.
2024 erhielt er den Internationalen Antonio-Feltrinelli-Preis.

## Werke
- Woody, Freud und andere. Verlag Prestel, München 1988. ISBN 3-7913-0858-0
- Die Tafel des Königs. Verlag Prestel, München 1993. ISBN 3-7913-1290-1
- Die Porträts (Original: I ritratti). Verlag Hanser, München und Wien, 2003. ISBN 3-446-20314-1

## Illustrationen
- James Charlton (Hrsg.): Fighting Words, Writers Lambast Other Writers, From Aristotle to Anne Rice. Chapel Hill 1994, ISBN 1-56512-073-6.
- Giorgio Manganelli: Centuria. Mailand 1979. (dt.: Irrläufe : hundert Romane in Pillenform. illustrierte Ausgabe: Frankfurt 1992, ISBN 3-596-10998-1)